# Museu de la Mina Vella
El Museu de la Mina Vella és una institució museística que està ubicada a Ca l'Eudald, un antic molí hidràulic de 1806 que es va inaugurar com a museu l'any 2000 a la casa de Camp, 106 de Vilassar de Mar, al Maresme.

## Edifici
La masia, que és la seu del Museu de la Mina Vella, actualment és coneguda amb el sobrenom de ca l'Eudald. Antigament, però, consta amb el nom de Molí de les Alzinetes. L'edificació, força singular, consta de tres plantes sota terra, la planta baixa i un primer pis. En total, per tant, cinc pisos. El seu origen s'ha de situar cap al 1803 quan el terratinent Fèlix - Anton Campllonch va decidir d'edificar un molí hirdàulic que havia de funcionar gràcies a l'aigua provinent de diverses mines que encara actualment drenen la vall de Cabrils. L'aigua de les mines, que s'havien de construir, havia de servir per moure tres molins i regar les seves finques. Per a finançar les obres Campllonch hagué de demanar diners a diverses famílies de la comarca i a institucions religioses, també s'hagué de vendre parceles a Vilassar de Mar per edificar-hi cases. Un altre sistema de finançament fou la venda de part de l'aigua que s'anava trobant al construir les mines. El molí s'acabà d'edificar el 1806.
Cap al 1915 l'antic molí sofrí una forta remodelació per part d'Eudald Roger i Roig, el qual li dona el nom de "Ca l'Eudald". En aquell temps el molí havia deixat de ser rendible i la construcció es va adaptar per a ser utilitzada exclusivament com a casa de pagès. Així els espais subterranis s'abandonaren i se'n tapiaren els accessos. Es construí el primer pis de la casa, on hi passaren les habitacions, i s'hi afegiren espais de magatzem i quadres. La casa romangué en aquest estat fins que cap a l'any 1998 es feu un nova reforma general per tal d'adaptar-la a l'ús museístic actual.
De l'edifici també en destaca el pou número 1 que fou construït durant la reforma del 1915. I l'antiga bassa del molí, convertida en dipòsit des dels anys cinquanta del passat segle.

## Galeria

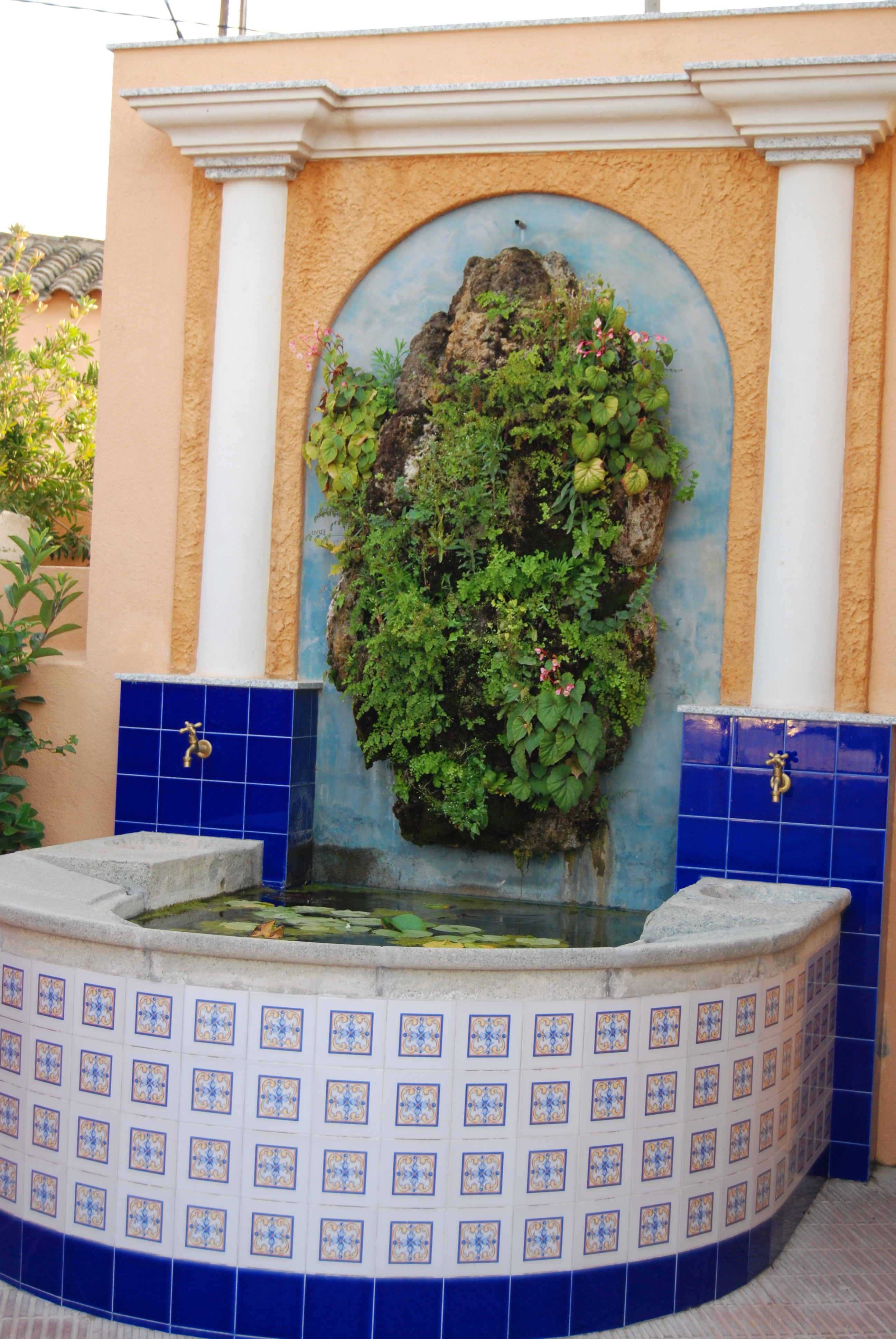
Safareig amb cascada, pati del museu.
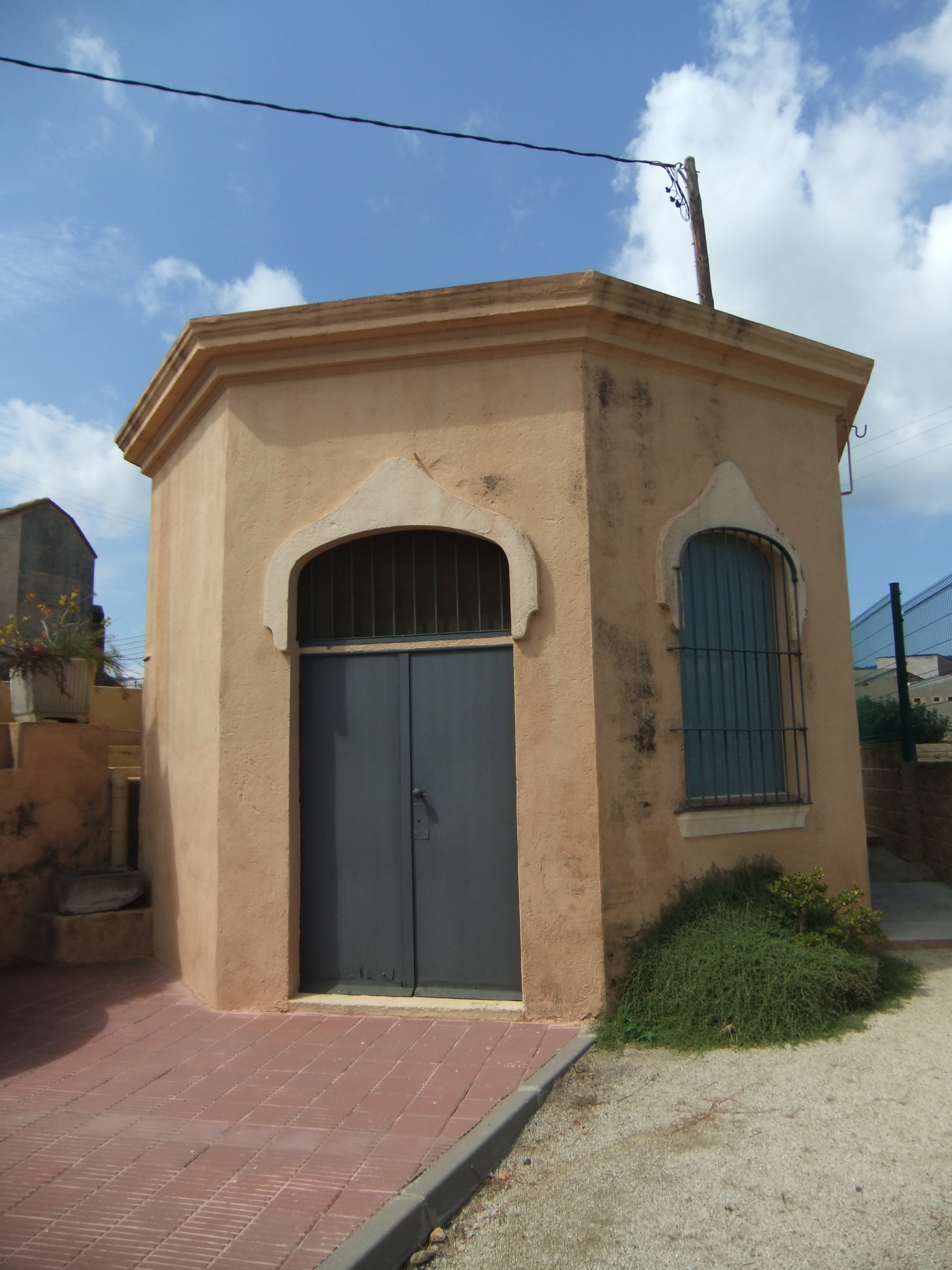
Pou número 1, pati del museu.
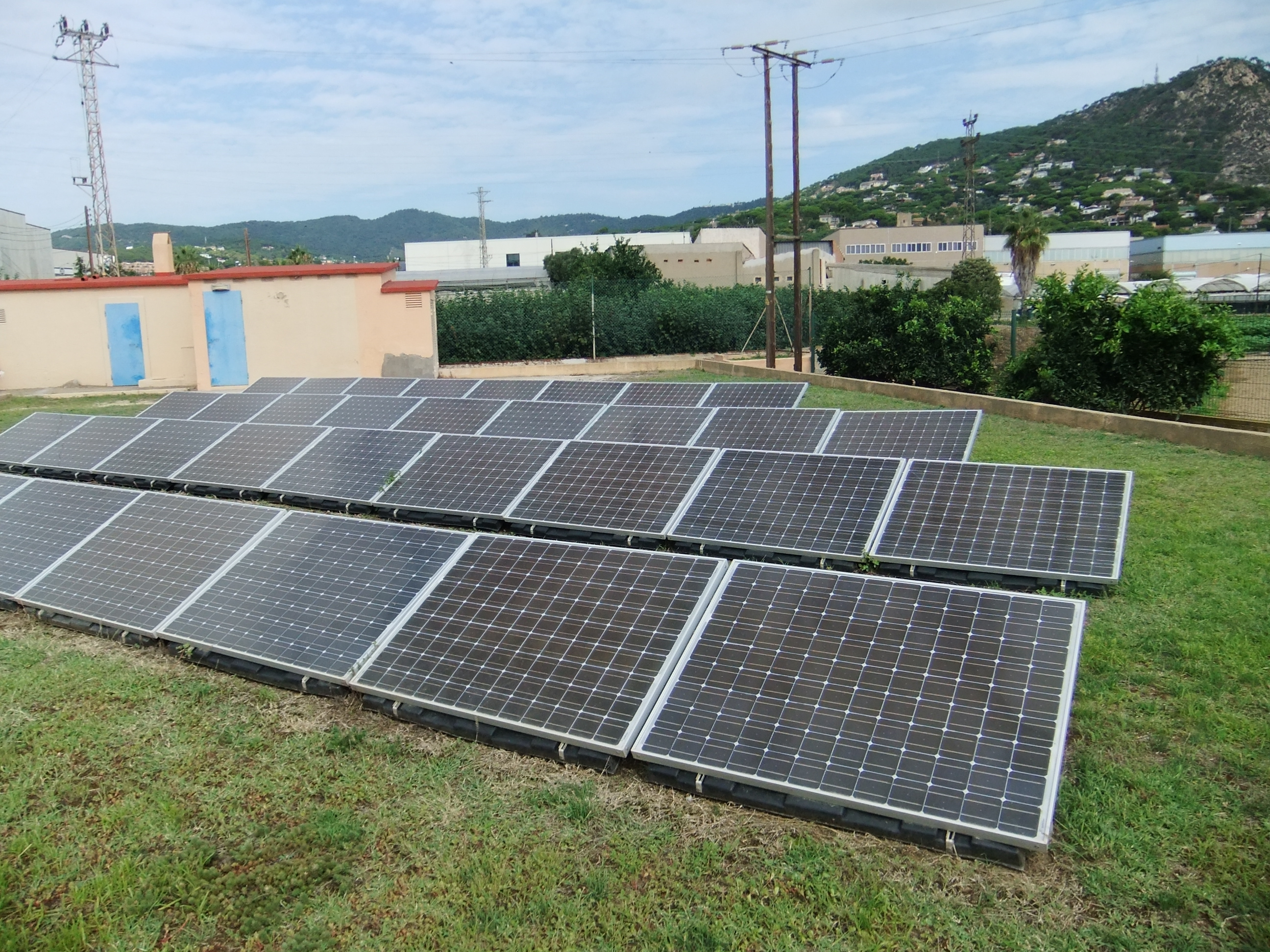
Plaques solars, pati del museu.
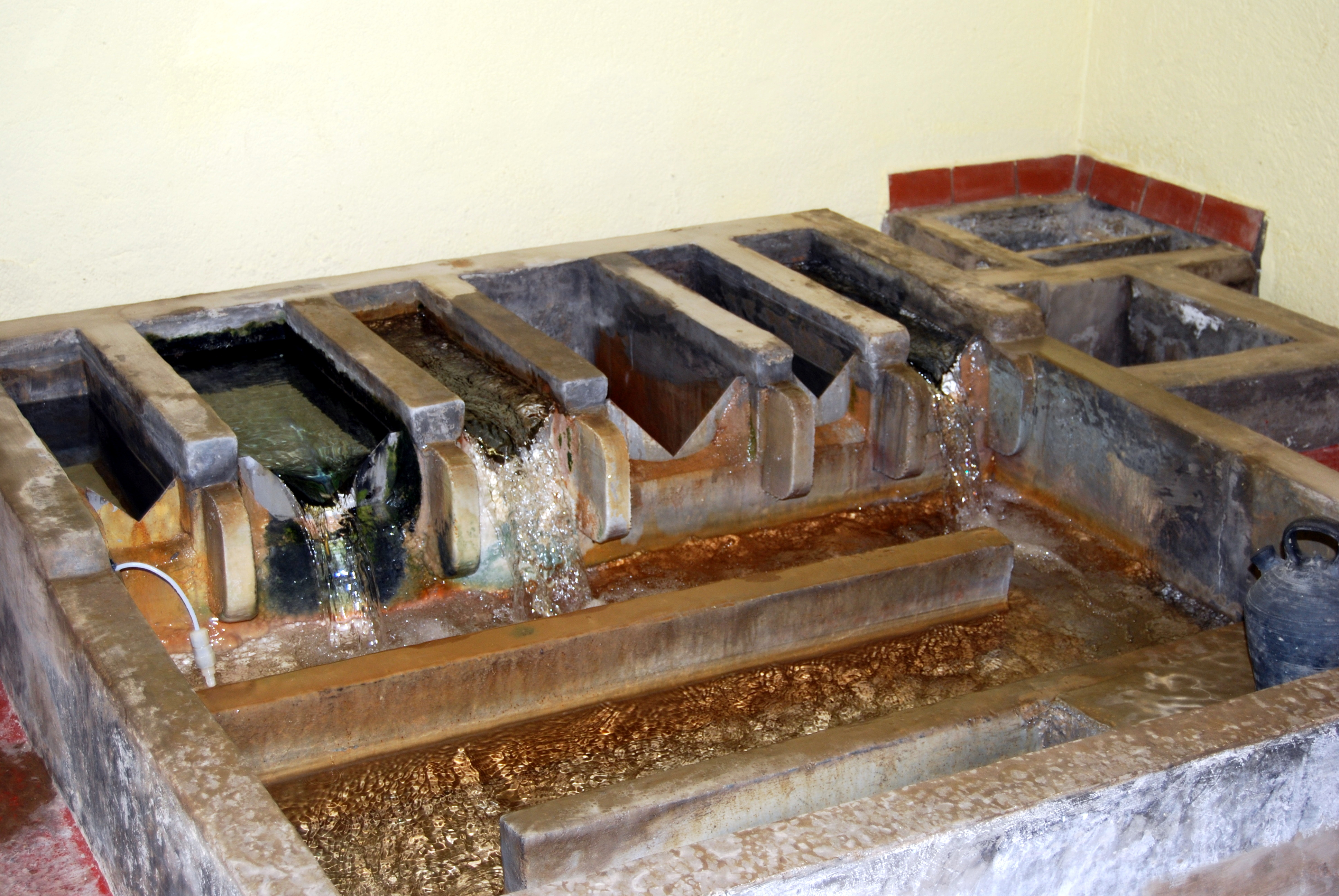
Trastejador, pati del museu.
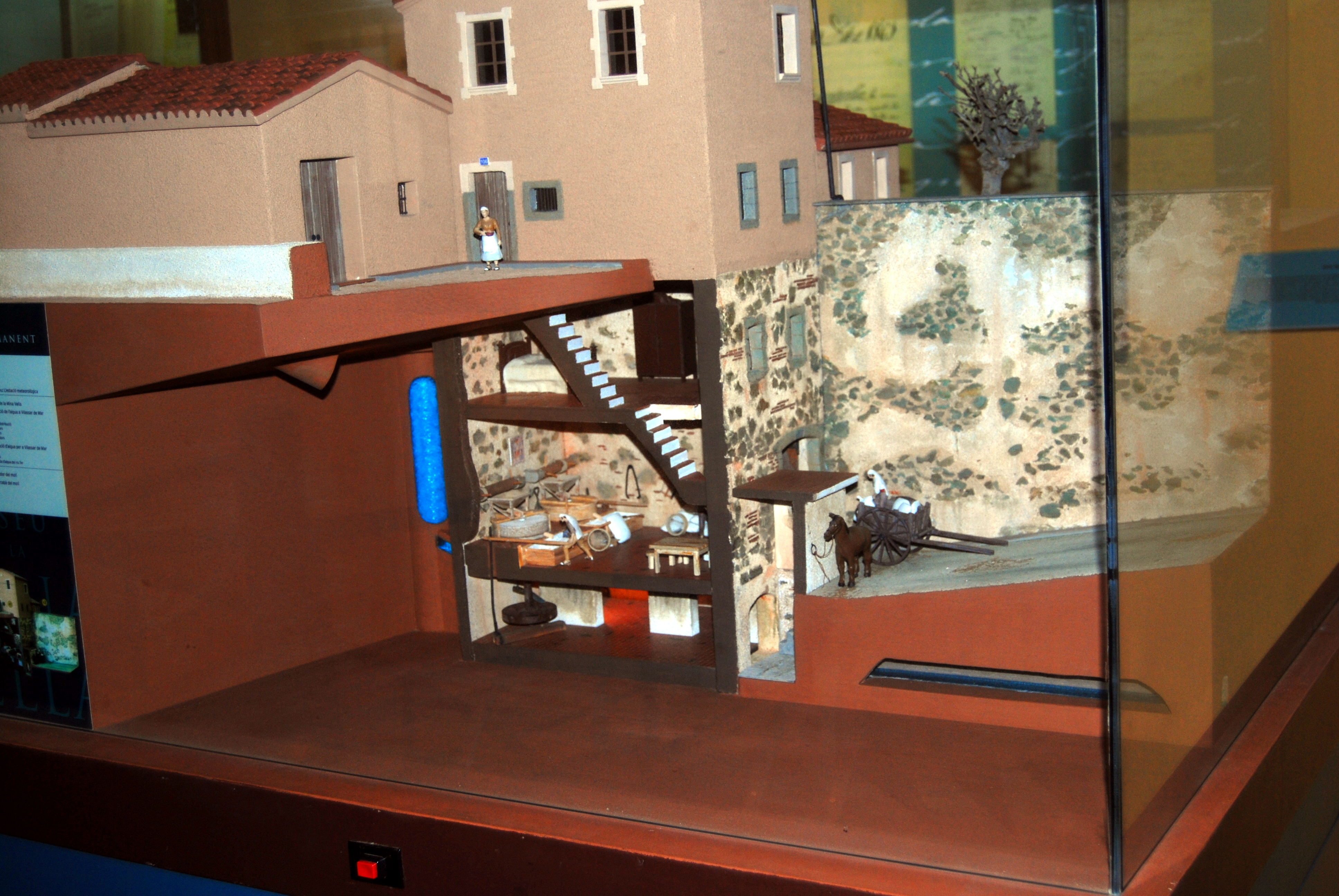
Maqueta de l'edifici, interior del museu.
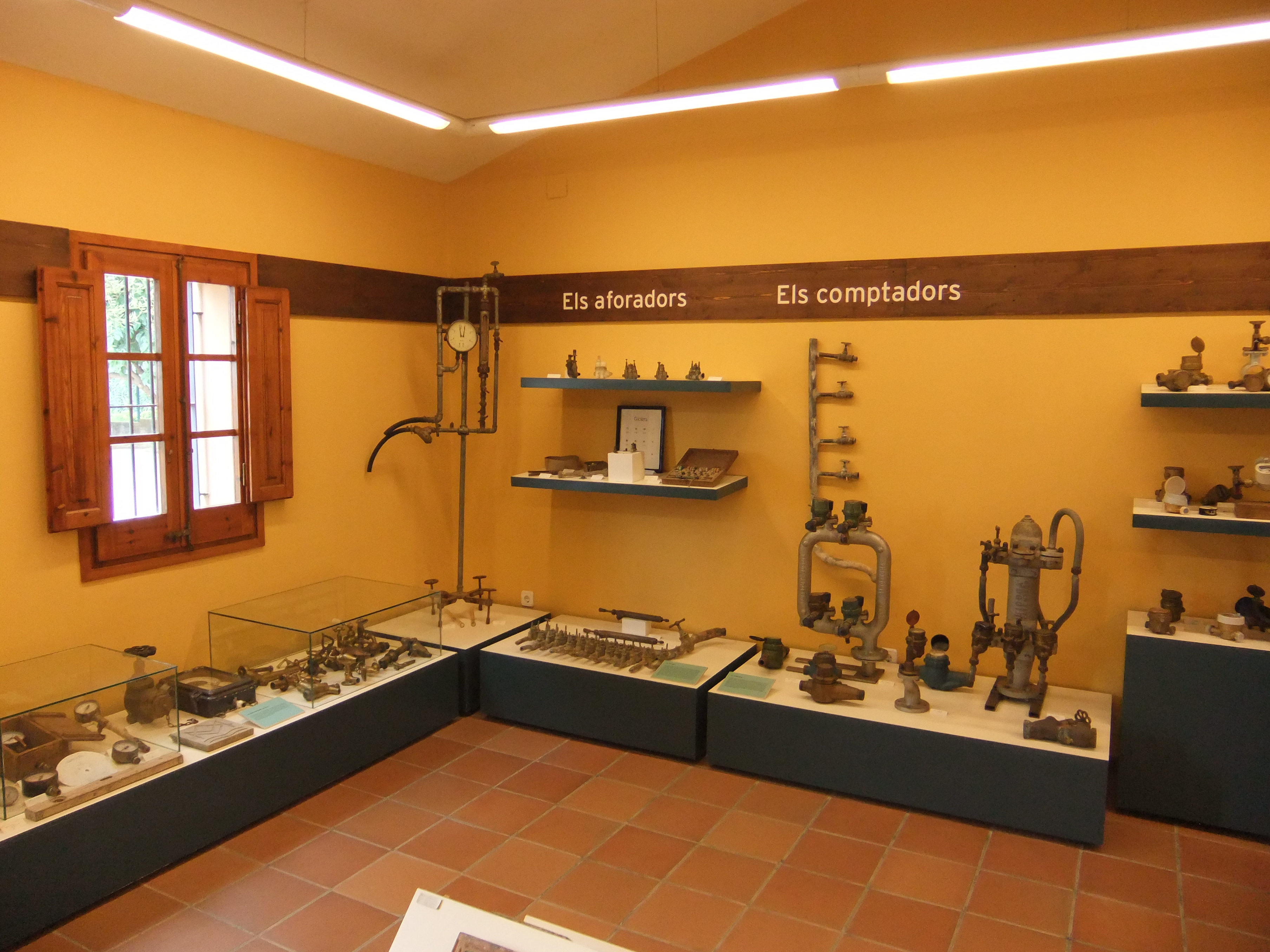
Sala 1, interior del museu.
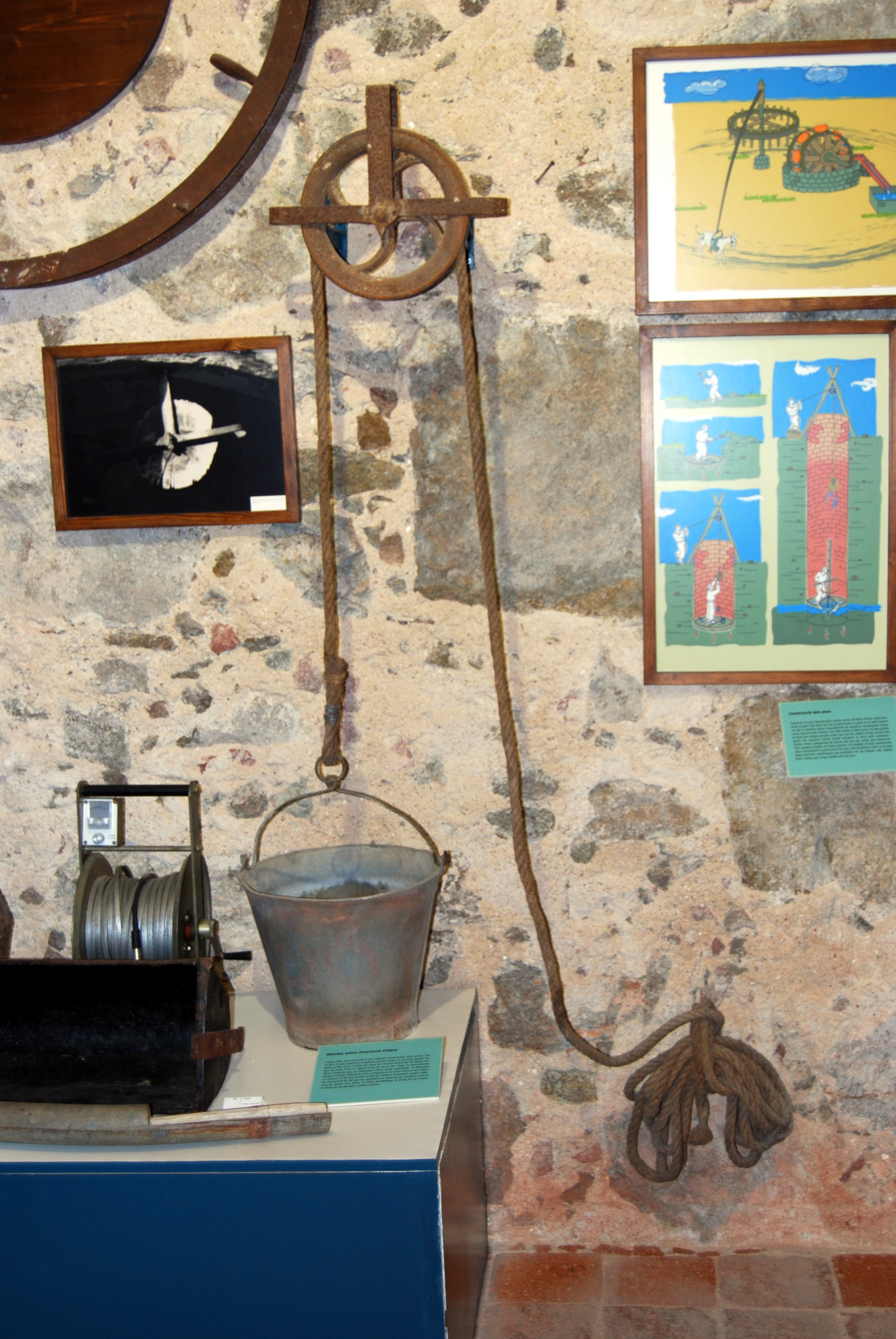
Sala 3, interior del museu.
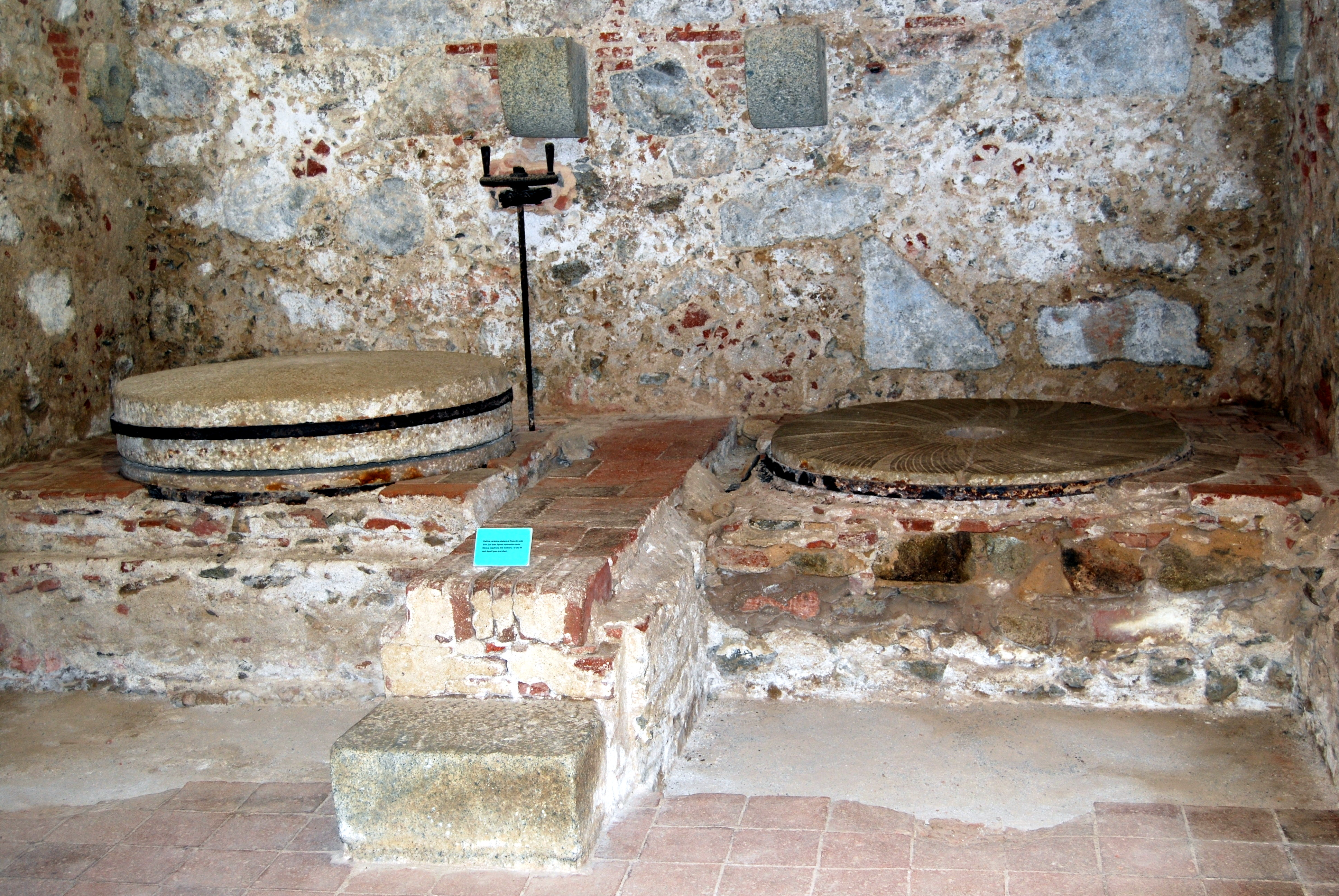
Obrador del molí, interior del museu.
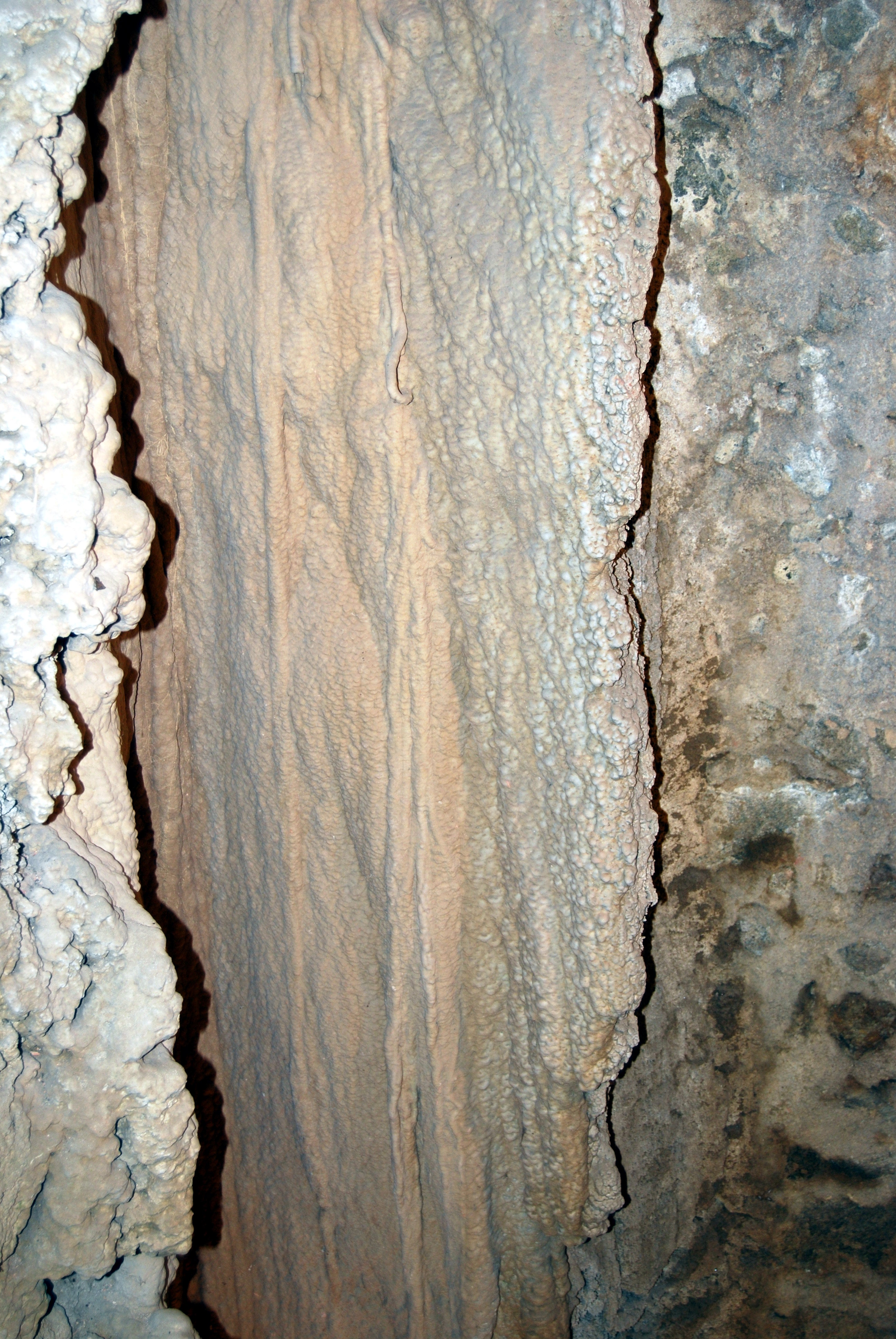
Tercer soterrani, interior del museu.
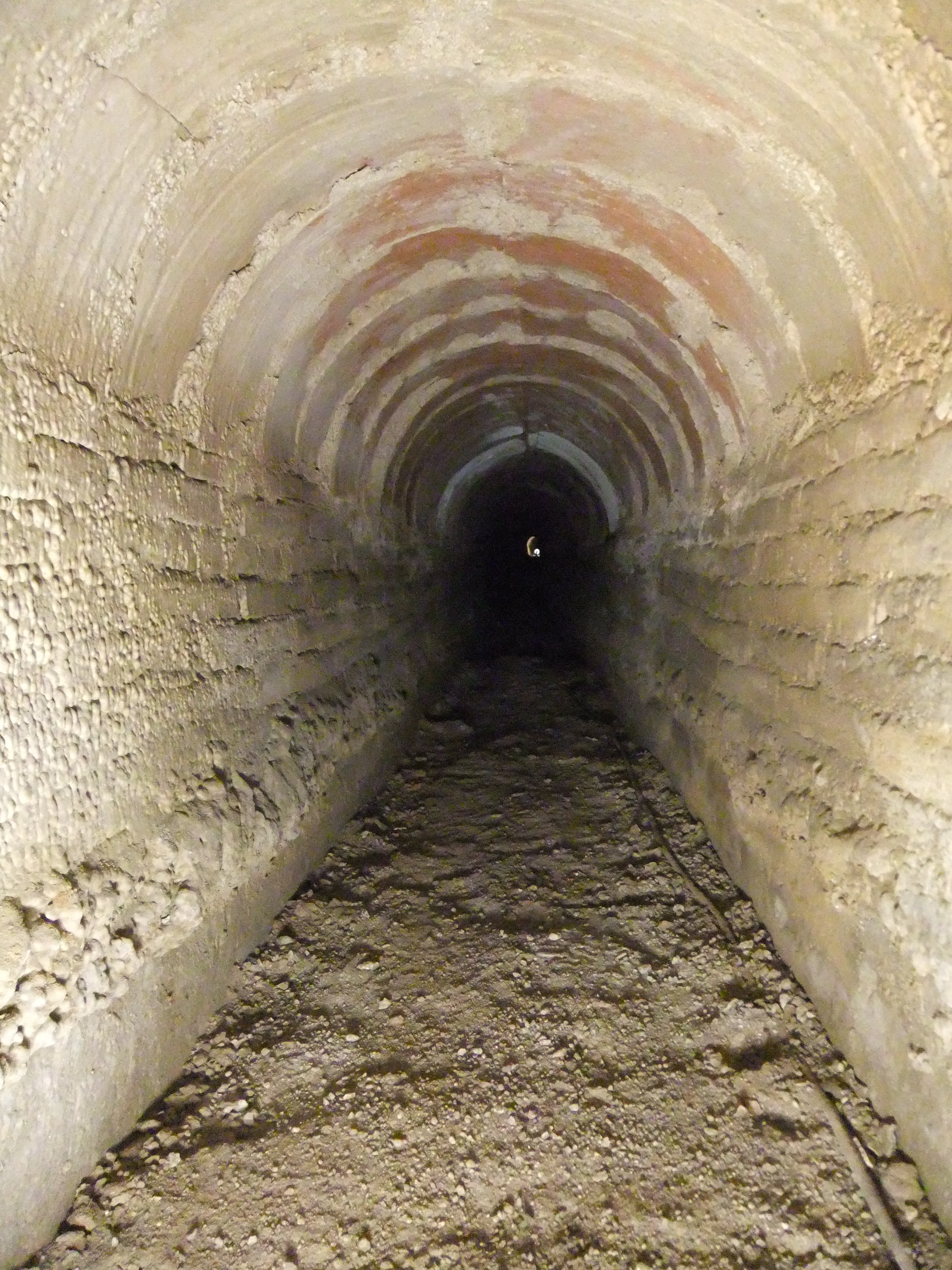
Mina de desguàs, interior del museu.

## Col·leccions
Les col·leccions s'estructuren en els grans apartats de distribució d'aigua, captació d'aigua i molí hidràulic. Així el Museu de la Mina Vella conserva aparells i objectes que han estat utilitzats per a la distribució i capatació d'aigua. Podem trobar des de diferents tipus de canonades, comptadors, aforadors, bombes, fins a material i eines usats en la construcció dels pous o de les mines d'aigua. En destaca també una important col·lecció de repartidors i plomers utilitzats en la mesura de les plomes d'aigua, el sistema antic per a mesurar cabals.
El museu també disposa d'una biblioteca especialitzada en l'aigua i conserva també l'arxiu històric de la companyia Mina Vella que és la propietària de les instal·lacions.